# ザスキア・フェスター
ザスキア・フェスター（Saskia Vester、1959年7月24日 - ）は、ドイツの女優。

## 出演作品
- おじいちゃんの里帰り
- オスカー・ワイルドのカンタベリー城と秘密の扉